# Ивановский, Евгений Леонидович
Евгений Леонидович Ивановский (1878—1967) — участник Белого движения на Юге России, полковник Генерального штаба.

## Биография
Сын подполковника. Уроженец Воронежской губернии. Образование получил в Белостокском реальном училище, где окончил полный курс.
В 1900 году окончил Михайловское артиллерийское училище, откуда выпущен был подпоручиком в Отдельный конно-горный артиллерийский дивизион. 28 ноября 1901 года переведен в 8-ю конно-артиллерийскую батарею. Произведен в поручики 25 августа 1902 года, в штабс-капитаны — 1 сентября 1906 года. Окончил 2 курса Николаевскую академию Генерального штаба по 1-му разряду и продолжил службу в артиллерии. 10 марта 1912 года переведен в Кавказский конно-горный артиллерийский дивизион. Произведен в капитаны 30 июня 1912 года.
В Первую мировую войну вступил с Кавказским конно-горным артиллерийским дивизионом. За боевые отличия был награждён несколькими орденами. 7 марта 1917 года назначен командующим 3-й батареей Кавказского конно-горного артиллерийского дивизиона, а 29 мая 1917 года произведен в подполковники «за отличие по службе», с утверждением в должности.
В Гражданскую войну участвовал в Белом движении на Юге России. До ноября 1918 года учительствовал в Крыму, а затем вступил в Добровольческую армию. С 24 ноября 1918 года полковник Ивановский состоял начальником штаба Горской конной дивизии. 7 сентября 1919 года переведен в Генеральный штаб с правами выпуска 1914 года. 9 октября 1919 года назначен начальником штаба Осетинской конной дивизии. Затем был начальником штаба укрепленного района Перекопа, а в Русской армии — начальником штаба 2-й кавалерийской дивизии. Эвакуировался из Крыма на транспорте «Аю-Даг». В Галлиполи — начальник штаба 2-й кавалерийской бригады.
В эмиграции в Югославии. Служил в пограничной страже. Был воспитателем, командиром роты и преподавателем Крымского кадетского корпуса, затем Первого русского кадетского корпуса (1928—1929). Затем служил воспитателем в русской реальной гимназии в Храстовце. В 1931 году возглавлял группу Общества галлиполийцев в Белой Церкви, состоял членом Общества офицеров Генерального штаба.
В годы Второй мировой войны служил в Русском корпусе. С 31 октября 1941 года был инспектором классов военно-училищных курсов 1-го полка, с 28 мая 1942 года — командиром сотни управления того же полка. С 6 декабря 1942 года был переведен в 1-й батальон 2-го полка (в чине лейтенанта), с 1 июля 1944 года назначен адъютантом 2-го батальона того же полка (в чине обер-лейтенанта). С 20 октября 1944 года был назначен адъютантом 3-го батальона Сводного полка, с 3 февраля 1945 года — адъютантом 5-го полка, в каковой должности был произведен в гауптманы. После капитуляции корпуса был директором русской гимназии в лагерях Келлерберг и Парш. Затем переехал в США, служил инспектором классов в русской гимназии Сан-Франциско. Состоял членом Общества русских ветеранов Великой войны, в Сан-Франциско организовал отдел Союза чинов Русского корпуса.
Умер в 1967 году в Сан-Франциско. Похоронен на Сербском кладбище в Колме. Его вдова Маргарита Анатольевна (1884—1973) похоронена там же.

## Награды
- Орден Святой Анны 3-й ст. (ВП 16.05.1914)
- Орден Святого Станислава 2-й ст. с мечами (ВП 26.08.1915)
- Орден Святой Анны 2-й ст. с мечами (ВП 19.01.1916)
- мечи и бант к ордену Св. Анны 3-й степени (ВП 18.12.1916)
- старшинство в чине капитана с 8 августа 1909 года (ПАФ 29.03.1917)